# Friedrich Hagen
Friedrich Hagen (* 24. Juli 1903 in Nürnberg; † 25. Februar 1979 bei Paris) war ein deutscher Dichter.

## Leben
Friedrich Hagen war ein Sohn des Wilhelm Hagen und der Katharina Benschel, er hatte eine Schwester. Er besuchte von 1919 bis 1922 die Lehrerbildungsanstalt in Schwabach und studierte bis 1924 an der Kunstakademie in Nürnberg. 1926 machte er ein Lehrerexamen und gab Unterricht an verschiedenen Schulen in Deutsch und Kunst. Er schrieb Gedichte, Theaterstücke und malte. 1933 floh er als entschiedener Gegner des Nationalsozialismus mit seiner Frau Marguerite nach Frankreich und schloss sich während des Krieges dem französischen Widerstand an. Nach dem Krieg arbeitete er als Chefredakteur für den französischen Rundfunk und war ab 1950 als freier Schriftsteller, Übersetzer und gelegentlich als Regisseur tätig. 1965 wurde er mit dem Preis der Stadt Nürnberg ausgezeichnet. Er starb 1979 in der Klinik eines Pariser Vorortes an den Folgen eines langwierigen Krebsleidens.
Außer dem Gedichtband „Weinberg der Zeit“, der 1949 erschien, hat er nach dem Krieg den Roman „Kelter des Zorns“ (1963) veröffentlicht und Essays zur französischen Dichtung, etwa über Paul Éluard und Jean Cocteau, geschrieben. Einen großen Teil seines Werkes nehmen Übersetzungen aus dem Französischen ein; er übersetzte Werke von Cocteau, Eluard und von Jules Supervielle.
Hagen war Atheist und Anhänger von Ludwig Feuerbach, über den er schon mit sechzehn Jahren seinen ersten Vortrag hielt. Er befürwortete einen „Pantheismus, der den Menschen an die Stelle des Gottes setzt“.
Zeitlebens stand er auch den marxistischen Ideen nahe. Die Dichtung hat für ihn eine soziale Aufgabe. Sie soll die Einheit der Menschheit aussagen („Ich sagend sprech ich von tausend anderen“) und eine lichtere Zukunft antizipieren: „Die Vision des Dichters durchdringt das Fruchtfleisch der Gegenwart, um in ihrer Mitte den Samen der Zukunft zu entdecken.“
Über Friedrich Hagen schreibt Jean Gebser in „Ursprung und Gegenwart“: „Seine Dichtung ist ursprüngliche, geläuterte Dichtung, frei von allem Ballast des Vergangenen. Es sind Verse reiner Aussage: ein Wahrgeben, kein Evozieren; manche von einer bisher kaum erreichten Schwerelosigkeit und Durchsichtigkeit, die sich zu jener ‚universellen Bewußtheit’ erhebt, welche Hagen für die Dichtung Paul Eluards nachweist. […] Bei beiden Dichtern kommt das eteologische Moment zum Ausdruck. Für Hagen wird es offensichtlich werden, sind erst einmal alle seine Gedichtbände veröffentlicht.“ (Ursprung und Gegenwart, S. 448.)

## Werke
- Die Legende vom Tod. Spiel. 1923.
- Weinberg der Zeit. Gedichte. 1949.
- Paul Eluard. Gedichte. Lancelot, Neuwied 1949.
- Die Kelter des Zorns.
- Jean Meslier oder ein Atheist im Priesterrock. Leverkusen und Köln 1977, überarbeitete Fassung eines Vortrags, den Friedrich Hagen in 1975 gehalten hat.
- Friedrich Hagen. Gedichte. Hrsg. Martin Klaußner Fürth 1980, 175 S., teilweise von Hagen selbst übersetzte sowohl dt. als auch franz.